# Vatan
Vatan est une commune française située dans le département de l'Indre, en région Centre-Val de Loire. Elle est labellisée Village étape depuis 1997 et Villes et Villages fleuris avec une distinction à 2 fleurs.

## Géographie

### Localisation
La commune est située dans le nord-est du département, dans la région naturelle de la Champagne berrichonne.
Les communes limitrophes sont : Saint-Florentin (1 km), La Chapelle-Saint-Laurian (2 km), Reboursin (3 km), Meunet-sur-Vatan (4 km), Ménétréols-sous-Vatan (7 km), Liniez (7 km), Giroux (8 km) et Paudy (9 km).
Les communes chefs-lieux et préfectorales sont : Levroux (18 km), Issoudun (20 km), Châteauroux (30 km), La Châtre (56 km) et Le Blanc (75 km).

### Hameaux et lieux-dits
Les hameaux et lieux-dits de la commune sont :
- la Place
- Aigremont
- Mizeray[3].

### Géologie et relief
La commune est classée en zone de sismicité 2, correspondant à une sismicité faible.

### Hydrographie
Le territoire communal possède les sources de la rivière Pozon.

### Climat
Pour des articles plus généraux, voir Climat du Centre-Val de Loire et Climat de l'Indre.
En 2010, le climat de la commune est de type climat océanique dégradé des plaines du Centre et du Nord, selon une étude du CNRS s'appuyant sur une série de données couvrant la période 1971-2000. En 2020, Météo-France publie une typologie des climats de la France métropolitaine dans laquelle la commune est exposée à un climat océanique altéré et est dans la région climatique Centre et contreforts nord du Massif Central, caractérisée par un air sec en été et un bon ensoleillement.
Pour la période 1971-2000, la température annuelle moyenne est de 11,6 °C, avec une amplitude thermique annuelle de 15,8 °C. Le cumul annuel moyen de précipitations est de 734 mm, avec 11,3 jours de précipitations en janvier et 7,1 jours en juillet. Pour la période 1991-2020, la température moyenne annuelle observée sur la station météorologique de Météo-France la plus proche, sur la commune de Graçay à 8 km à vol d'oiseau, est de 12,1 °C et le cumul annuel moyen de précipitations est de 741,3 mm,. Pour l'avenir, les paramètres climatiques de la commune estimés pour 2050 selon différents scénarios d'émission de gaz à effet de serre sont consultables sur un site dédié publié par Météo-France en novembre 2022.

### Voies de communication et transports

#### Voies routières
L'autoroute A20 (L’Occitane) passe par le territoire communal et dessert deux demi-échangeurs (numéro 10). On trouve aussi les routes départementales : 2, 12, 16B, 136, 920, 922, 926 et 960.

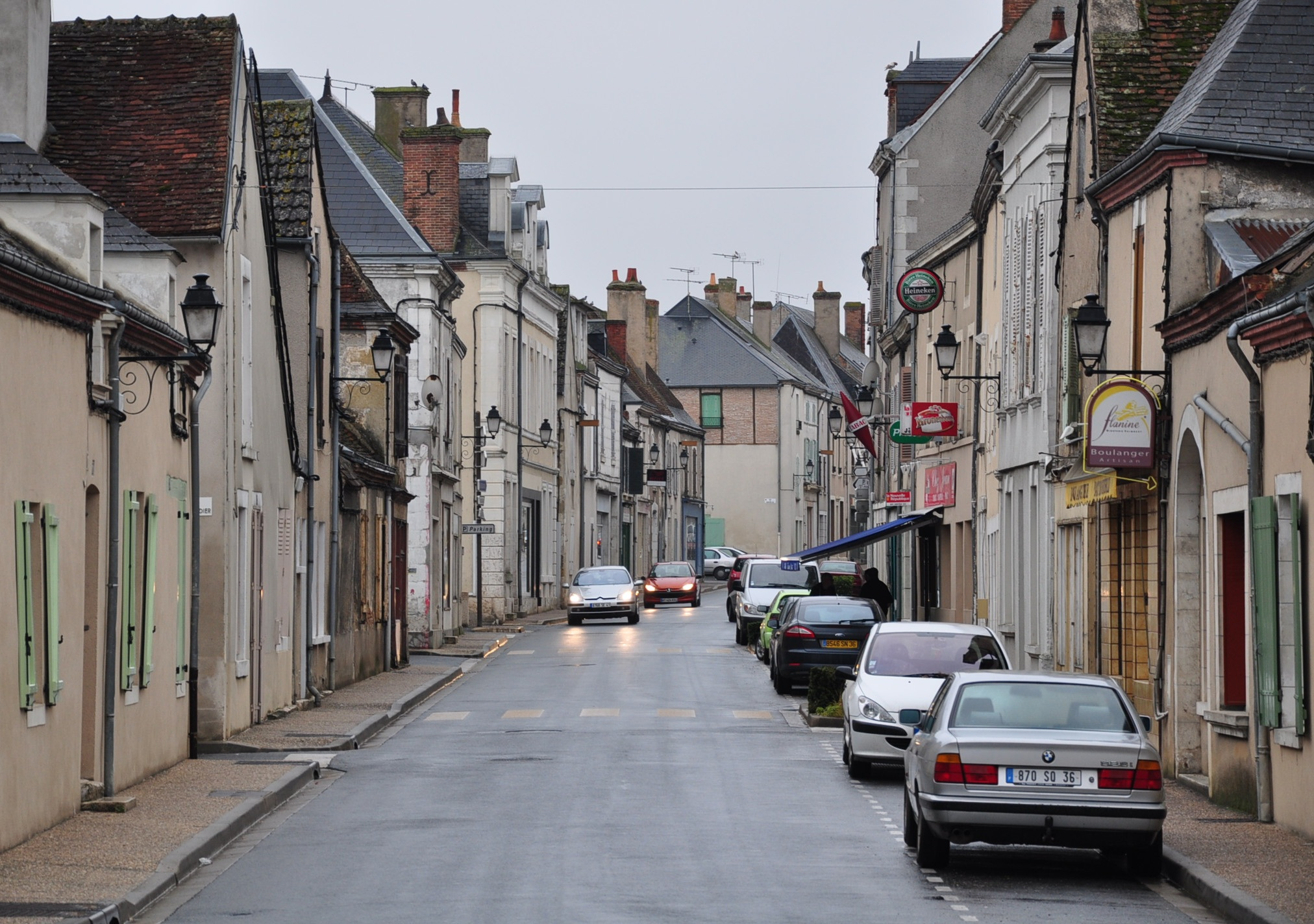
La rue Grande en 2011.
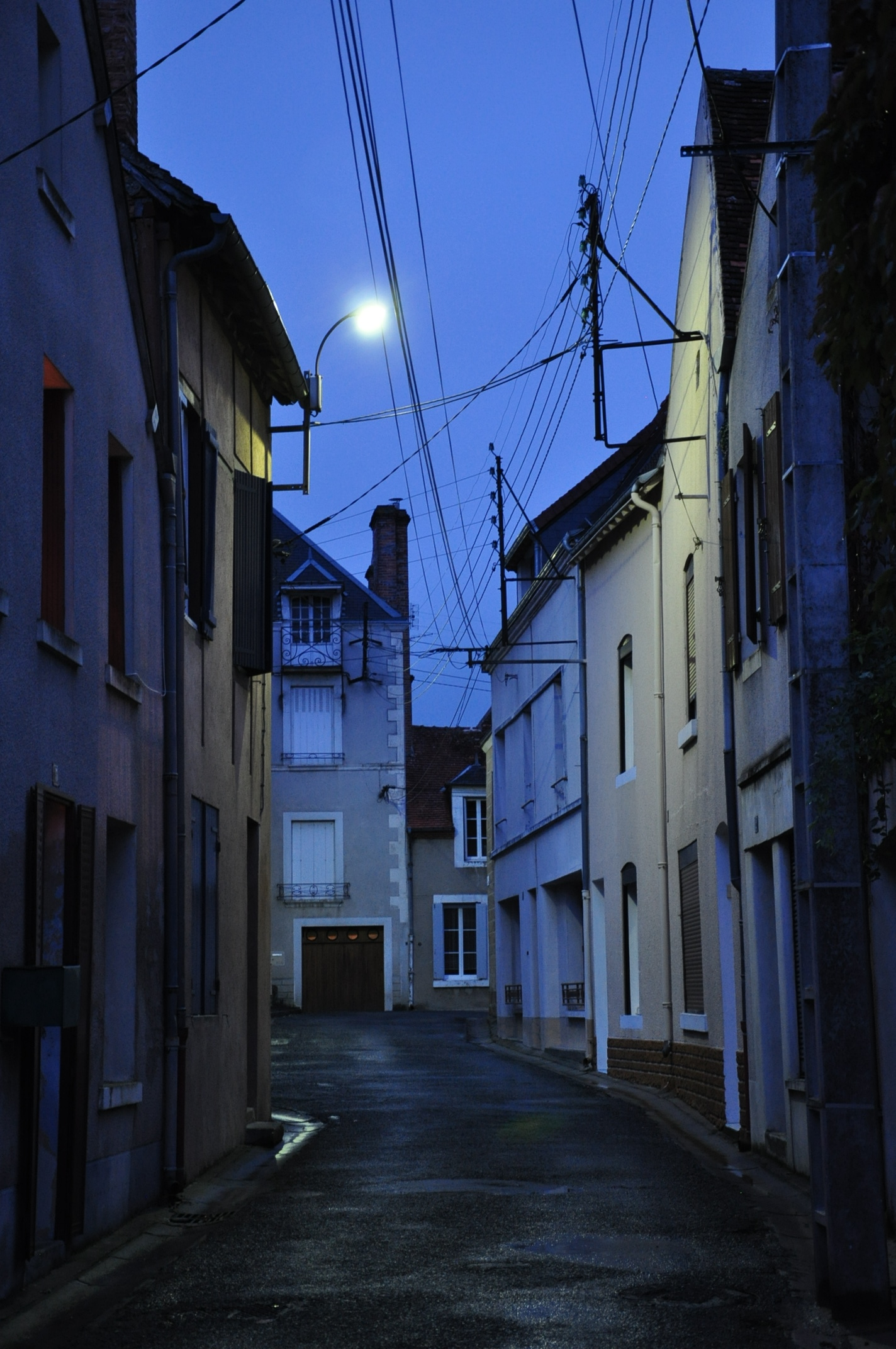
La rue Saint-Sulpice en 2011.
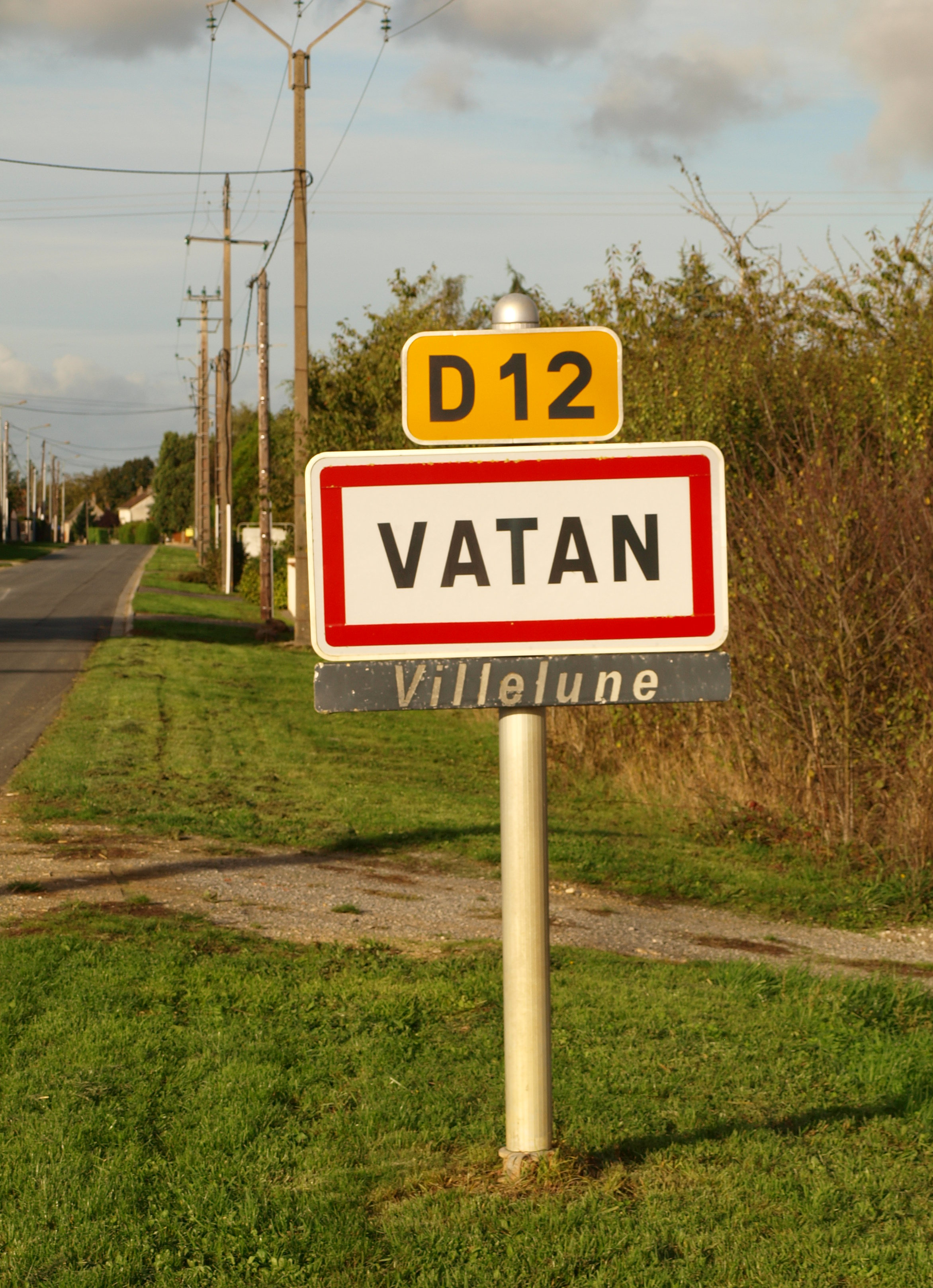
Le panneau d'entrée d’agglomération en 2016.

#### Transports
Les gares ferroviaires les plus proches sont les gares de Reuilly (19 km) et Issoudun (20 km).
Vatan est desservie par les lignes B et 235 du Réseau de mobilité interurbaine.
L'aéroport le plus proche est l'aéroport de Châteauroux-Centre, à 28 km.

## Urbanisme

### Typologie
Au 1er janvier 2024, Vatan est catégorisée bourg rural, selon la nouvelle grille communale de densité à sept niveaux définie par l'Insee en 2022.
Elle appartient à l'unité urbaine de Vatan, une agglomération intra-départementale regroupant trois  communes, dont elle est ville-centre,,. La commune est en outre hors attraction des villes,.

### Occupation des sols
L'occupation des sols de la commune, telle qu'elle ressort de la base de données européenne d’occupation biophysique des sols Corine Land Cover (CLC), est marquée par l'importance des territoires agricoles (93,3 % en 2018), en diminution par rapport à 1990 (95,6 %). La répartition détaillée en 2018 est la suivante :
terres arables (91,8 %), zones urbanisées (6,7 %), zones agricoles hétérogènes (1,5 %). L'évolution de l’occupation des sols de la commune et de ses infrastructures peut être observée sur les différentes représentations cartographiques du territoire : la carte de Cassini (XVIIIe siècle), la carte d'état-major (1820-1866) et les cartes ou photos aériennes de l'IGN pour la période actuelle (1950 à aujourd'hui).

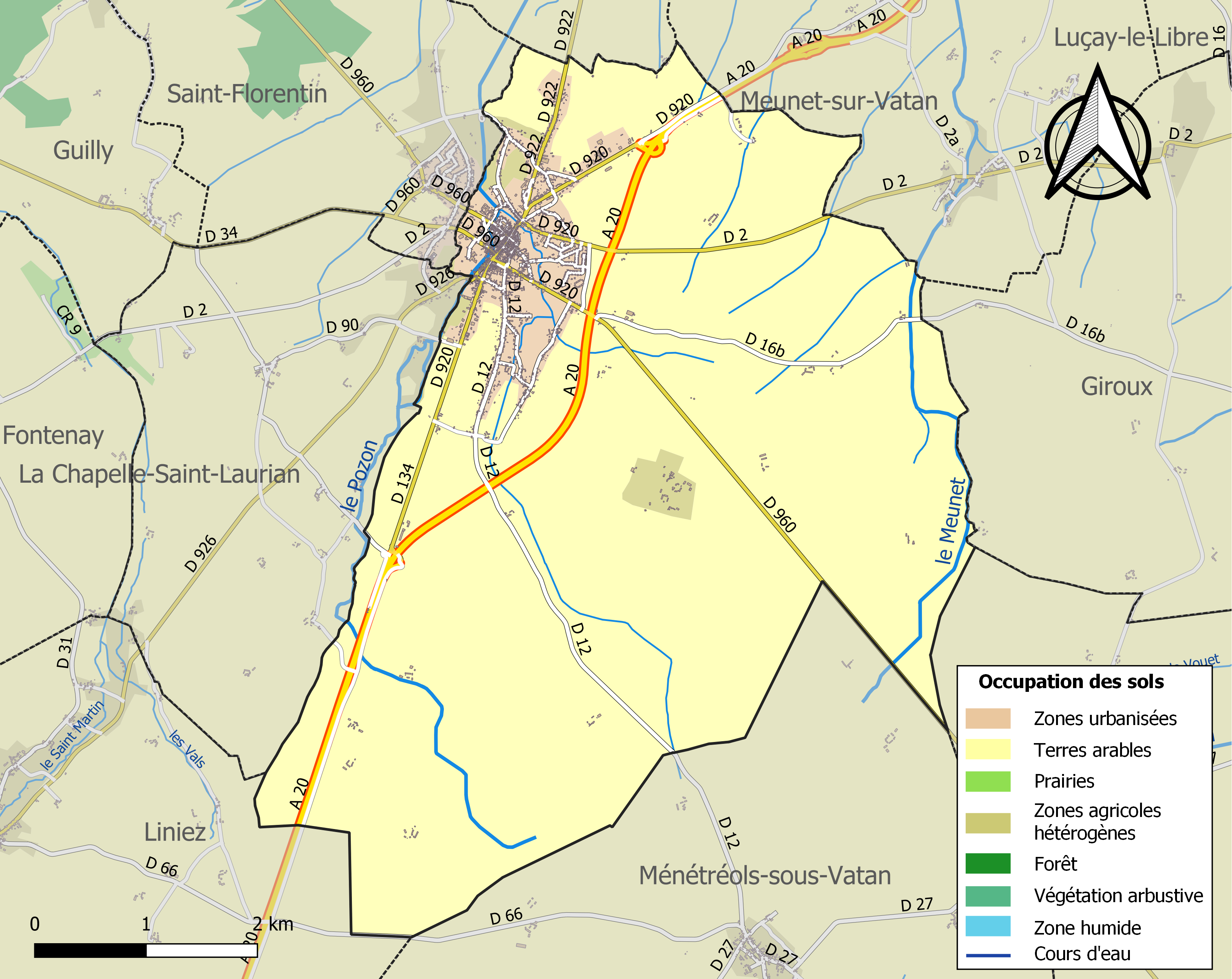
Carte des infrastructures et de l'occupation des sols de la commune en 2018 (CLC).

### Logement
Le tableau ci-dessous présente le détail du secteur des logements de la commune :
| Date du relevé                                              | 2013   |
| Nombre total de logements                                   | 1 163  |
| Résidences principales                                      | 79,4 % |
| Résidences secondaires                                      | 4,6 %  |
| Logements vacants                                           | 16 %   |
| Part des ménages propriétaires de leur résidence principale | 68 %   |

### Risques majeurs
Le territoire de la commune de Vatan est vulnérable à différents aléas naturels : météorologiques (tempête, orage, neige, grand froid, canicule ou sécheresse), mouvements de terrains et séisme (sismicité faible). Il est également exposé à un risque technologique, le transport de matières dangereuses. Un site publié par le BRGM permet d'évaluer simplement et rapidement les risques d'un bien localisé soit par son adresse soit par le numéro de sa parcelle.

#### Risques naturels

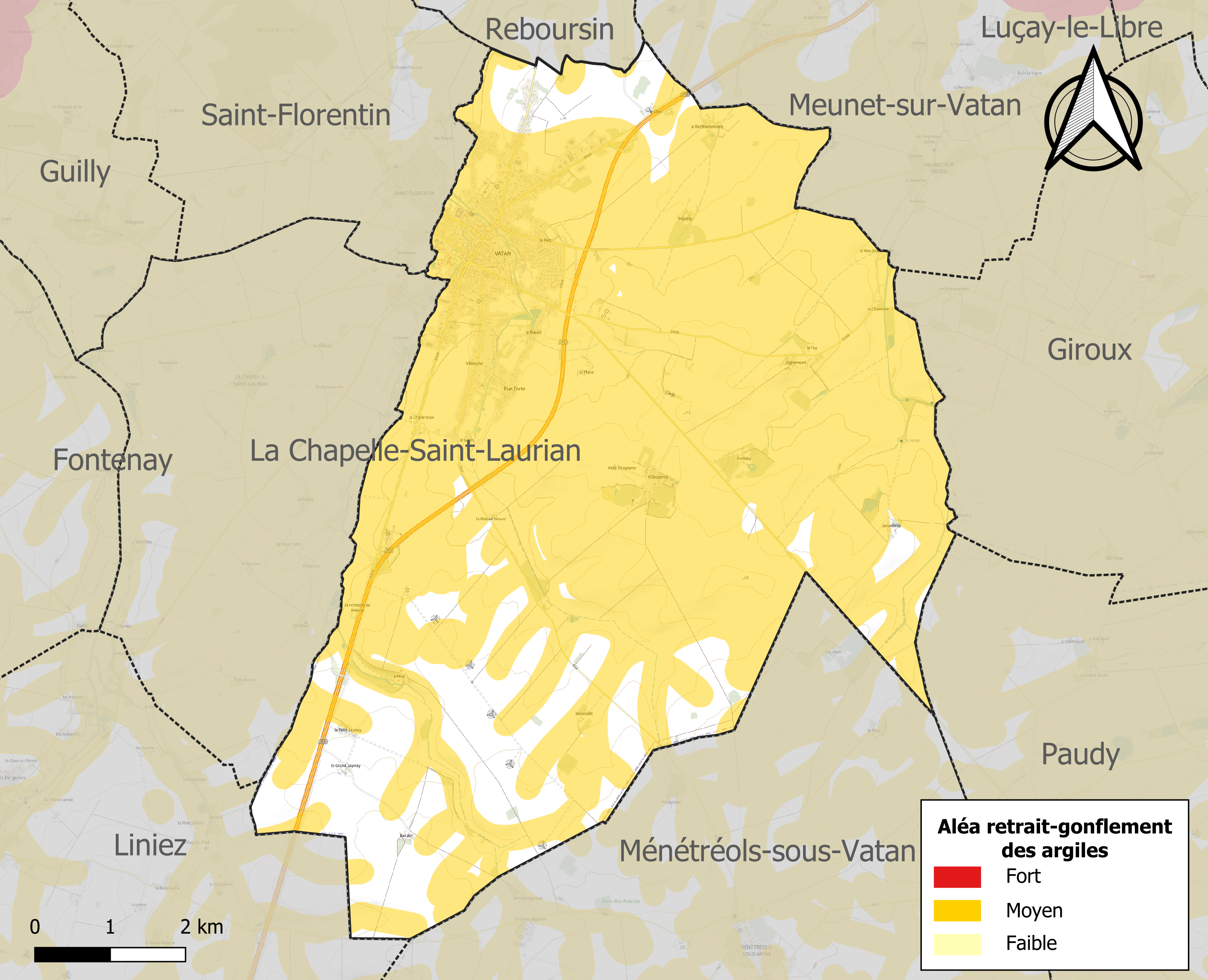
Carte des zones d'aléa retrait-gonflement des sols argileux de Vatan.

Les mouvements de terrains susceptibles de se produire sur la commune sont des tassements différentiels.
Le retrait-gonflement des sols argileux est susceptible d'engendrer des dommages importants aux bâtiments en cas d’alternance de périodes de sécheresse et de pluie. 82,5 % de la superficie communale est en aléa moyen ou fort (84,7 % au niveau départemental et 48,5 % au niveau national). Sur les 1 117 bâtiments dénombrés sur la commune en 2019, 1087 sont en aléa moyen ou fort, soit 97 %, à comparer aux 86 % au niveau départemental et 54 % au niveau national. Une cartographie de l'exposition du territoire national au retrait gonflement des sols argileux est disponible sur le site du BRGM,.
Concernant les mouvements de terrains, la commune a été reconnue en état de catastrophe naturelle au titre des dommages causés par la sécheresse en 1989, 1991, 1992, 1993, 1995, 2018 et 2019 et par des mouvements de terrain en 1999.

#### Risques technologiques
Le risque de transport de matières dangereuses sur la commune est lié à sa traversée par des infrastructures routières ou ferroviaires importantes ou la présence d'une canalisation de transport d'hydrocarbures. Un accident se produisant sur de telles infrastructures est en effet susceptible d’avoir des effets graves au bâti ou aux personnes jusqu’à 350 m, selon la nature du matériau transporté. Des dispositions d’urbanisme peuvent être préconisées en conséquence.

## Toponymie
La légende populaire explique l'étymologie de Vatan par la contraction de « vaste étang » ; dont les argumentations principales étaient :
- « toutes les habitations de la Rue Grande sont porteuses d'humidité dans les murs » ;
- « l'antique cité aurait été construite sur pilotis », en l'absence totale de preuves archéologiques[26].

La commune fut appelée : In vicaria Vestinensis en 956, Evrardus Vestinnensis en 1017, De Vestennio en 1165, De Vestem en 1178, De Vastinno en 1187, De Vastigno au XIIe siècle, Vastinum en 1207, De Vestanno en 1277, Fossata ville Vastinni en 1286, Capellanus de Vatans en 1327, Apud Vastanum en 1350, Vatans en mars 1356, Vatan en mai 1444, Vastan en juillet 1449, Vastan en février 1467, La ville de Vastan est assise en Berry en 1566, Vatan en 1740 et Vatan au XVIIIe siècle.
La ville de Vatan possédait deux paroisses : Saint-Christophe et Saint-Laurian.
Sa toponymie particulière lui a valu le privilège d'organiser la sixième rencontre des communes de France aux noms burlesques, le 5 juillet et 6 juillet 2008, parrainé par l'association des communes de France aux noms burlesques et chantants.
Ses habitants sont appelés les Vatanais.

## Histoire

### Moyen Âge
Le roi Gontran crée une collégiale pour veiller sur les reliques du Saint Laurian à la fin du VIe siècle.
Le village se crée comme un bourg castral, c’est-à-dire se développant autour d’un château (une motte castrale) qui lui assure une protection. Au départ, le village se construit dans la basse-cour du château, l’ensemble étant défendu par des fossés où l’eau du Pozon est dérivée. Puis une deuxième motte est construite, et une enceinte réunit la paroisse Saint-Christophe, le bourg construit autour du prieuré Saint-Laurian, et les faubourgs, Faubourg Haut et Faubourg Bas.
Un couvent de moines franciscains, ou cordeliers, est créé en 1450,.
La seigneurie appartient aux premiers seigneurs princes d'Issoudun, puis à la maison de Graçay, notamment à sa branche de Saint-Palais et Buxeuil. Dans la seconde moitié du XIVe siècle, Isabelle de St-Palais (vers 1360-1413) transmit Vatan à son mari Jean du Puy de Barmont le Grand (les armes des Du Puy de Barmont ont inspiré le blason de la commune de Vatan : échiqueté d’argent (ou d’or) et de gueules de sept tires). Isabelle et Jean furent les quintisaïeuls de Florimond du Puy ci-dessous.

### De la fin du Moyen Âge à la Révolution
La collégiale Saint-Laurian est pillée en 1550 puis en 1563, les deux pillages étant attribués aux huguenots. En 1563, le comte de Duraz qui commandait les protestants, fait brûler les reliques de saint Laurian, et emporter le reliquaire d’argent,.
Florimond du Puy, fils cadet de Vincent II du Puy de Barmont et de Louise Robertet d'Alluyes (fille de Claude Robertet baron d'Alluyes en Perche-Gouët et d'Anne Briçonnet, petite-fille de Florimond Ier Robertet et arrière-arrière-petite-fille de Jean Briçonnet l'Aîné), le plus connu des seigneurs de Vatan, est actif à la fin des guerres de religion et au début du XVIIe siècle. En 1611, un de ses vassaux ayant été arrêté par les gabelous pour faux-saunage, il fait demander sa libération. Son envoyé est jeté en prison. Il monte un raid et enlève un enfant du fermier de la gabelle Thomas Robin, au château de Bel-Air (à Châteauneuf-sur-Cher), le 2 octobre. Le conseil du roi (c’est la période de Régence pendant l’enfance de Louis XIII) envoie une troupe de 600 à 1 200 hommes (selon les sources), dont des Gardes suisses, des Gardes Françaises et des chevau-légers de la Garde, avec 6 canons. Le seigneur de Vatan fait sa reddition le 15 décembre, est jugé le 2 janvier et décapité le jour même en place de Grève, à Paris,.
Il avait offert une cloche à la communauté des habitants de Vatan en 1603, qui se trouve actuellement à l’hôtel de ville, et appelée « la Florimonde ».
Après l'extinction de la maison du Puy (Marie du Puy, la sœur héritière de Florimond, mourut sans postérité et sa succession fut adjugée en juin 1640 à sa petite-cousine Claude de Presteval-Maricourt, dame de Moucy, arrière-arrière-petite-fille de Florimond Ier Robertet et deuxième femme en 1629 de Robert Aubéry, parlementaire, intendant du Bourbonnais, 1571-1657), la seigneurie, élevée en marquisat en 1650, passa donc par alliance à la maison Aubery de Vastan.
- En effet, Robert Aubéry et sa femme Claude de Presteval de Vatan eurent pour fils Claude Aubéry, père de Jean (1651-1711 ; intendant en Orléanais), père de Félix (1681-1743, parlementaire, prévôt des marchands de Paris) ;
  - enfin, le marquis de Vastan, fils de Félix, colonel du régiment de ce nom, mourut à la bataille d'Ölper le 13 octobre 1761[45] ; sa sœur cadette, Madeleine-Louise Aubéry épousa en 1746 Joseph-Palamède, marquis de Forbin-Janson, petit-fils d'autre Joseph-Palamède (postérité) ; et leur demi-sœur aînée Marie-Antoinette Aubéry prit pour mari en 1732 Jean-Louis Portail de Vaudreuil, président à mortier au Parlement de Paris (leur fille Marie-Jeanne-Antoinette Portail de Vaudreuil, 1738-1818, maria en 1755 Louis-Henri-Gabriel de Conflans d'Armentières : postérité, cf. Auguste, duc de Coigny).

Les Cordeliers sont remplacés par les Récollets, également de l’ordre des Frères mineurs (Franciscains) mais d’une plus stricte observance de la règle, en 1650. Leur couvent était autrefois situé au centre de la ville actuelle : le couvent des Recollets, dont le cimetière était situé sur la grand place actuelle.[réf. nécessaire]
La route royale de Paris à Toulouse (future route nationale 20) est inaugurée en 1767. Les tronçons de Vatan à Châteauroux et de Vatan à Vierzon avaient été achevés respectivement en 1746 et 1747. Cette grande route apporte une importante activité à la ville, qui compte une douzaine d’hôtels dans son faubourg méridional, et un relais de poste doté de plus de cent chevaux.

### XIXeetXXesiècles
Le 13 mars 2007, la commune a accueilli le départ de la 2e étape de la course de cyclisme Paris-Nice 2007. Le 15 juillet 2009, la commune a accueilli le départ de la 11e étape du Tour de France 2009 de cyclisme.
À la suite du redécoupage cantonal de 2014, la commune n'est plus chef-lieu de canton.

## Politique et administration
La commune dépend de l'arrondissement d'Issoudun, du canton de Levroux, de la deuxième circonscription de l'Indre et de la communauté de communes Champagne Boischauts.

### Liste des maires
| Période          | Période           | Identité          | Étiquette | Qualité |
| ---------------- | ----------------- | ----------------- | --------- | --- |
| 1944             | 1946              | P. Dudognon       |           | |
| 1946             | 1961              | Louis Prompt      | SFIO      | Gérant Conseiller général de Vatan (1951 → 1958)                                                                                       |
| 1961             | 1973              | P. Barrat         | ?         | ? |
| 1973             | mars 1989         | Roger Stoësel     |           | Industriel |
| mars 1989,       | 19 septembre 2013 | Yves Fouquet      | DVD       | Retraité de la Marine Conseiller général de Vatan (1991 → 2013) Président de la CC du canton de Vatan (1993 → 2013) Décédé en fonction |
| 18 novembre 2013 | 4 avril 2014      | Chantal Bodard    | DVD       | Infirmière retraitée |
| 4 avril 2014     | 23 mai 2020       | Clarisse Pépion   | DVG       | Employée Vice-présidente de la CC Champagne Boischauts                                                                                 |
| 23 mai 2020      | En cours          | Philippe Métivier | LR        | Directeur commercial Conseiller départemental de Levroux (2021 → ) 1er vice-président de la CC Champagne Boischauts (2020 → )          |

### Instances judiciaires et administratives
La commune dispose des services suivants :
- un bureau de poste[57] ;
- un office de tourisme[58] ;
- une police municipale[59] ;
- une gendarmerie[60] ;
- un centre de secours ;
- un centre d'entretien et d'exploitation des routes du conseil départemental de l'Indre[61] ;
- un centre d'entretien et d'intervention de la direction interdépartementale des routes centre-ouest (DIRCO)[62].

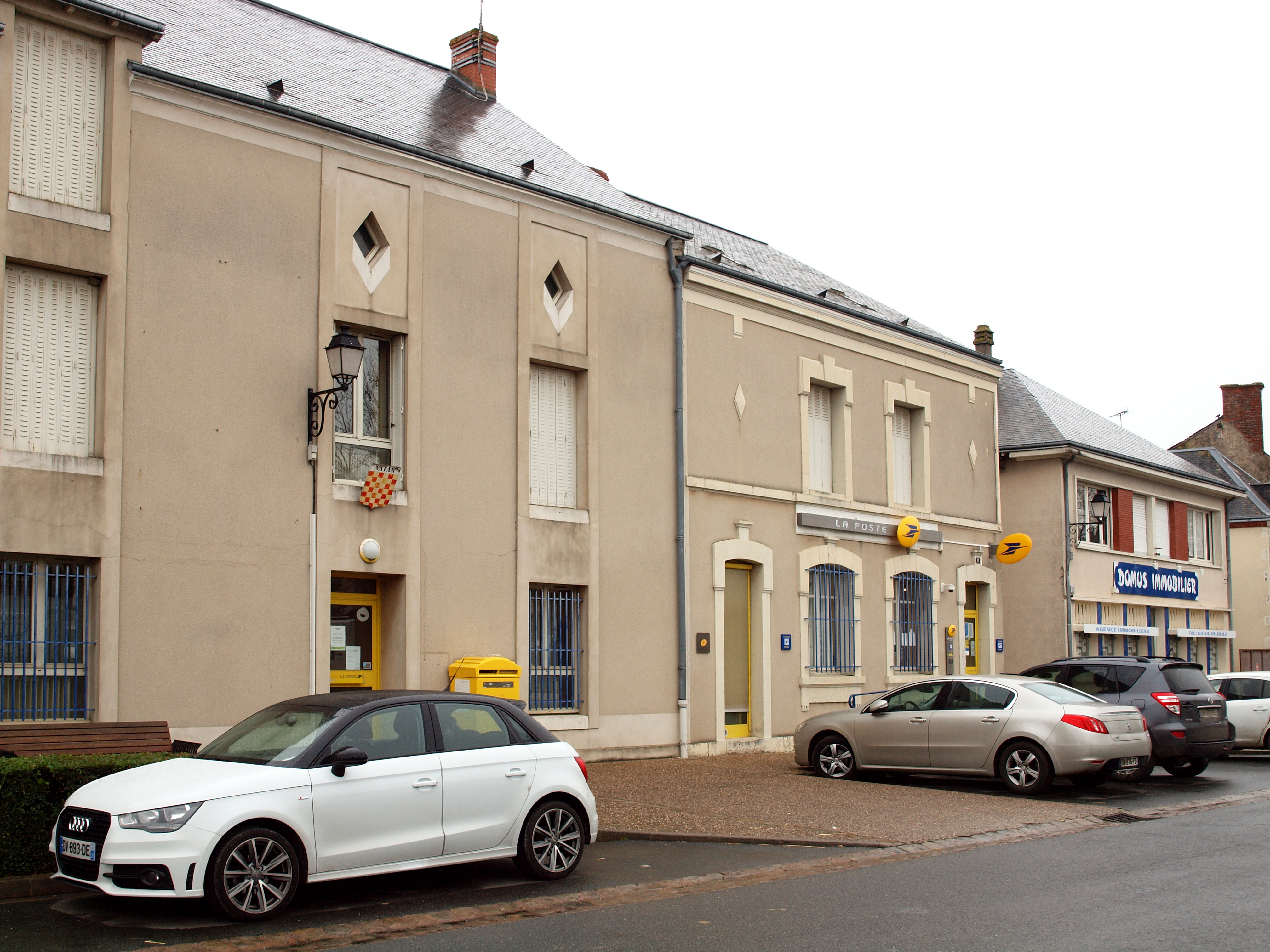
Le bureau de poste en 2016.

## Population et société

### Démographie
L'évolution du nombre d'habitants est connue à travers les recensements de la population effectués dans la commune depuis 1793. Pour les communes de moins de 10 000 habitants, une enquête de recensement portant sur toute la population est réalisée tous les cinq ans, les populations de référence des années intermédiaires étant quant à elles estimées par interpolation ou extrapolation. Pour la commune, le premier recensement exhaustif entrant dans le cadre du nouveau dispositif a été réalisé en 2008.

En 2022, la commune comptait 1 959 habitants, en évolution de −2,97 % par rapport à 2016 (Indre : −3 %, France hors Mayotte : +2,11 %).
| 1793  | 1800  | 1806  | 1821  | 1831  | 1836  | 1841  | 1846  | 1851  |
| ----- | ----- | ----- | ----- | ----- | ----- | ----- | ----- | ----- |
| 2 103 | 2 359 | 2 341 | 2 457 | 2 764 | 2 912 | 2 978 | 3 238 | 3 212 |

| 1856  | 1861  | 1866  | 1872  | 1876  | 1881  | 1886  | 1891  | 1896  |
| ----- | ----- | ----- | ----- | ----- | ----- | ----- | ----- | ----- |
| 3 127 | 3 047 | 3 078 | 2 980 | 2 860 | 2 893 | 2 832 | 2 684 | 2 459 |

| 1901  | 1906  | 1911  | 1921  | 1926  | 1931  | 1936  | 1946  | 1954  |
| ----- | ----- | ----- | ----- | ----- | ----- | ----- | ----- | ----- |
| 2 427 | 2 475 | 2 464 | 2 283 | 2 183 | 2 098 | 2 080 | 2 166 | 2 082 |

| 1962  | 1968  | 1975  | 1982  | 1990  | 1999  | 2006  | 2008  | 2013  |
| ----- | ----- | ----- | ----- | ----- | ----- | ----- | ----- | ----- |
| 2 147 | 2 194 | 2 270 | 2 046 | 2 022 | 1 972 | 2 015 | 2 029 | 2 018 |

| 2018  | 2022  | - | - | - | - | - | - | - |
| ----- | ----- | - | - | - | - | - | - | - |
| 1 956 | 1 959 | - | - | - | - | - | - | - |

### Enseignement
La commune dépend de la circonscription académique d'Issoudun.

### Manifestations culturelles et festivités
- Fête de la lentille verte du Berry : Elle a été créée sous l'égide de Bernard Demaret, à l'époque maire adjoint de Vatan et Président de l'Office de Tourisme du Canton de Vatan. Sur la base de la recherche d'allier au canton de Vatan, « une identité forte au canton », c'est ce thème qui a permis de construire sur un schéma de plusieurs années une fête qui « colle » au terroir local. Avec la complicité de Paul Dufour, du syndicat des producteurs de lentilles vertes du Berry, des associations des communes du canton de Vatan, des producteurs de porcs du Berry et de plus de 350 bénévoles.

### Équipement culturel
- Musée du cirque
- Musée des Ponts et Chaussées : il fut créé dans une ancienne ferme expérimentale à l'architecture créé par Ferdinand de Lesseps.

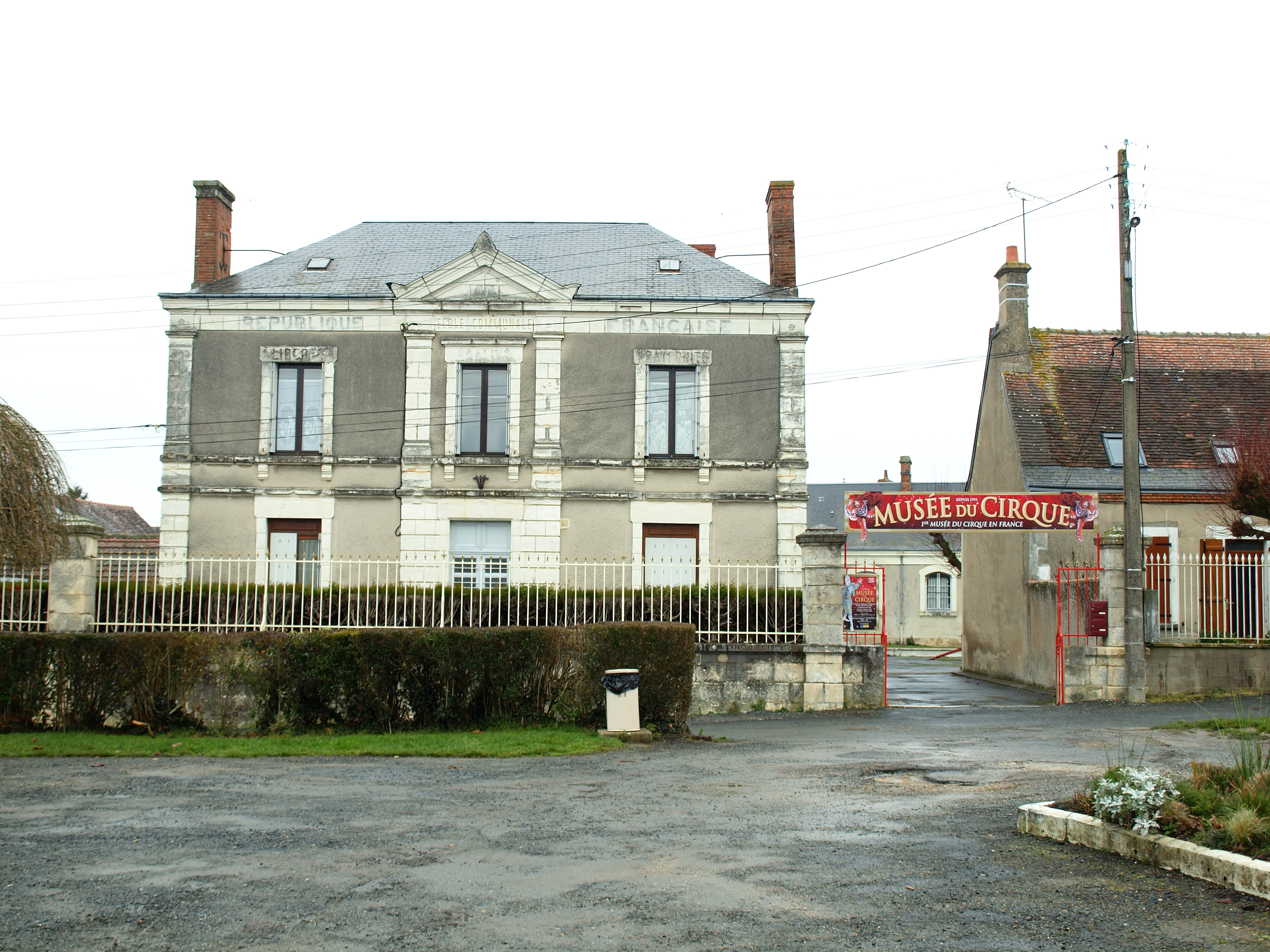
Le musée du cirque en 2016.

### Médias
La commune est couverte par les médias suivants : La Nouvelle République du Centre-Ouest, Le Berry républicain, L'Écho - La Marseillaise, La Bouinotte, Le Petit Berrichon, France 3 Centre-Val de Loire, Berry Issoudun Première, Vibration, Forum, France Bleu Berry et RCF en Berry.

### Cultes
Culte catholique
La commune de Vatan dépend de l'archidiocèse de Bourges, du doyenné de Champagne Berrichonne et de la paroisse de Vatan. Le lieu de culte est l'église Saint-Laurian.

## Économie
La commune se situe dans l'unité urbaine de Vatan, dans la zone d’emploi de Châteauroux et dans le bassin de vie de Vierzon.
La commune se trouve dans l'aire géographique et dans la zone de production du lait, de fabrication et d'affinage du fromage Valençay.
La culture de la lentille verte du Berry est présente dans la commune.
La commune était jadis fondée sur le commerce et l'activité de relais de poste et ce jusqu'au développement de la voiture et le développement du réseau ferroviaire qui d'ailleurs ne passe pas à Vatan du fait que les propriétaires de relais de diligences de l'époque ont vu d'un très mauvais œil le développement de la ligne des Aubrais - Orléans à Montauban-Ville-Bourbon qui de ce fait a été déviée par Issoudun.
Le commerce était également fort imprégné de l'agriculture de la Champagne berrichonne jusqu'au déclin déjà vers les années 1980 pour cesser ces années d'être primordiales dans le commerce local, seuls subsistent une trentaine de commerces contre plus de 100 il y a 40 ans.
Au niveau industriel, c'est une dizaine d'entreprises (représentant une centaine d'emplois), parmi lesquelles :
- entreprise Siemel (sous-traitance électronique).

La commune a la possibilité d'accueillir des entreprises par sa situation sur l'autoroute A20 et par la potentialité de disponibilités de terrains d'implantation industrielle.
Les emplois administratifs ont vu une forte augmentation avec l'implantation du centre autoroutier ainsi qu'une brigade de gendarmerie, il y a également une centaine d'emplois qui dépendent des commerces et de l'artisanat locaux.
Elle est labellisée Village étape depuis 1997.

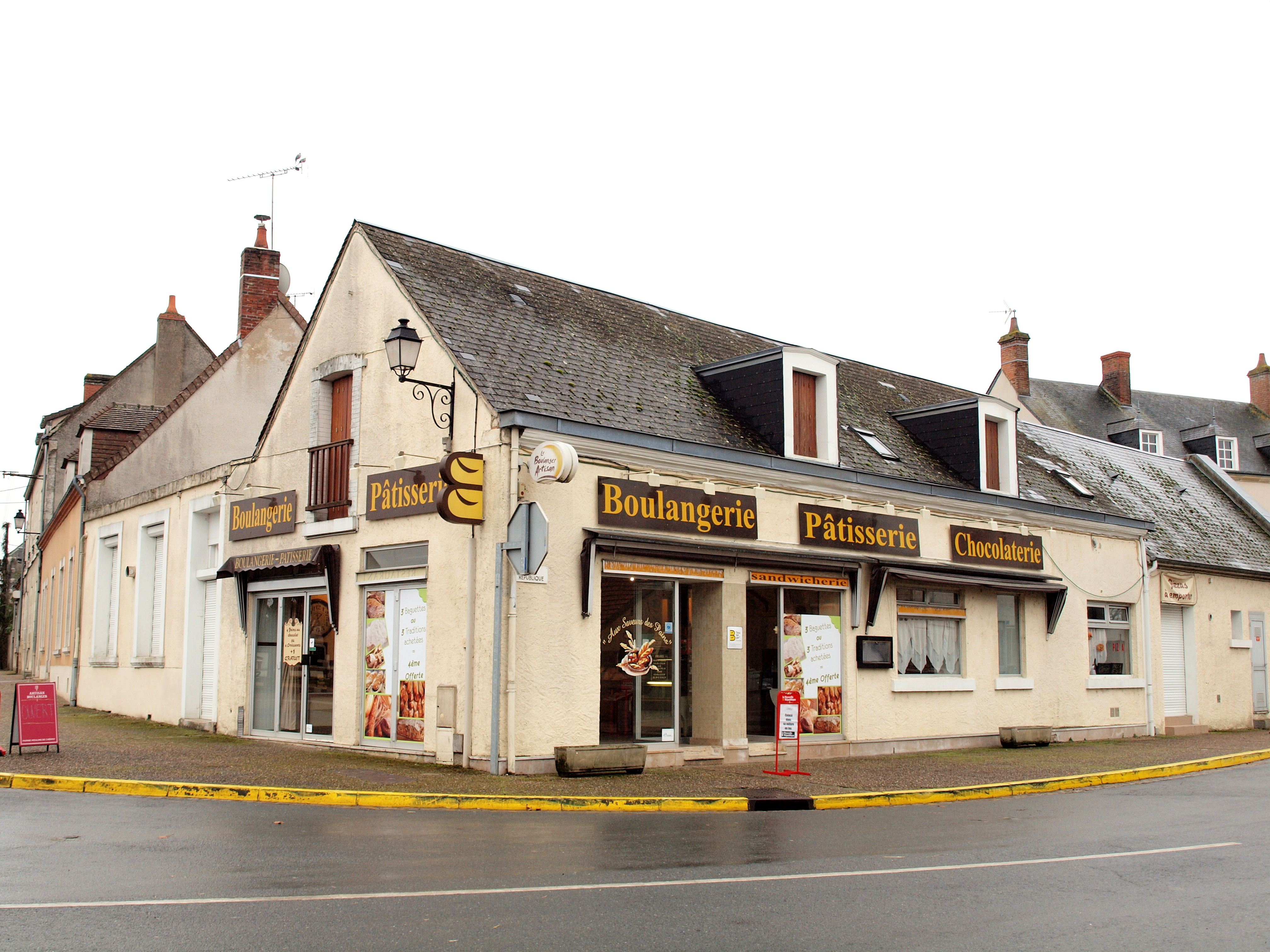
La boulangerie en 2016.
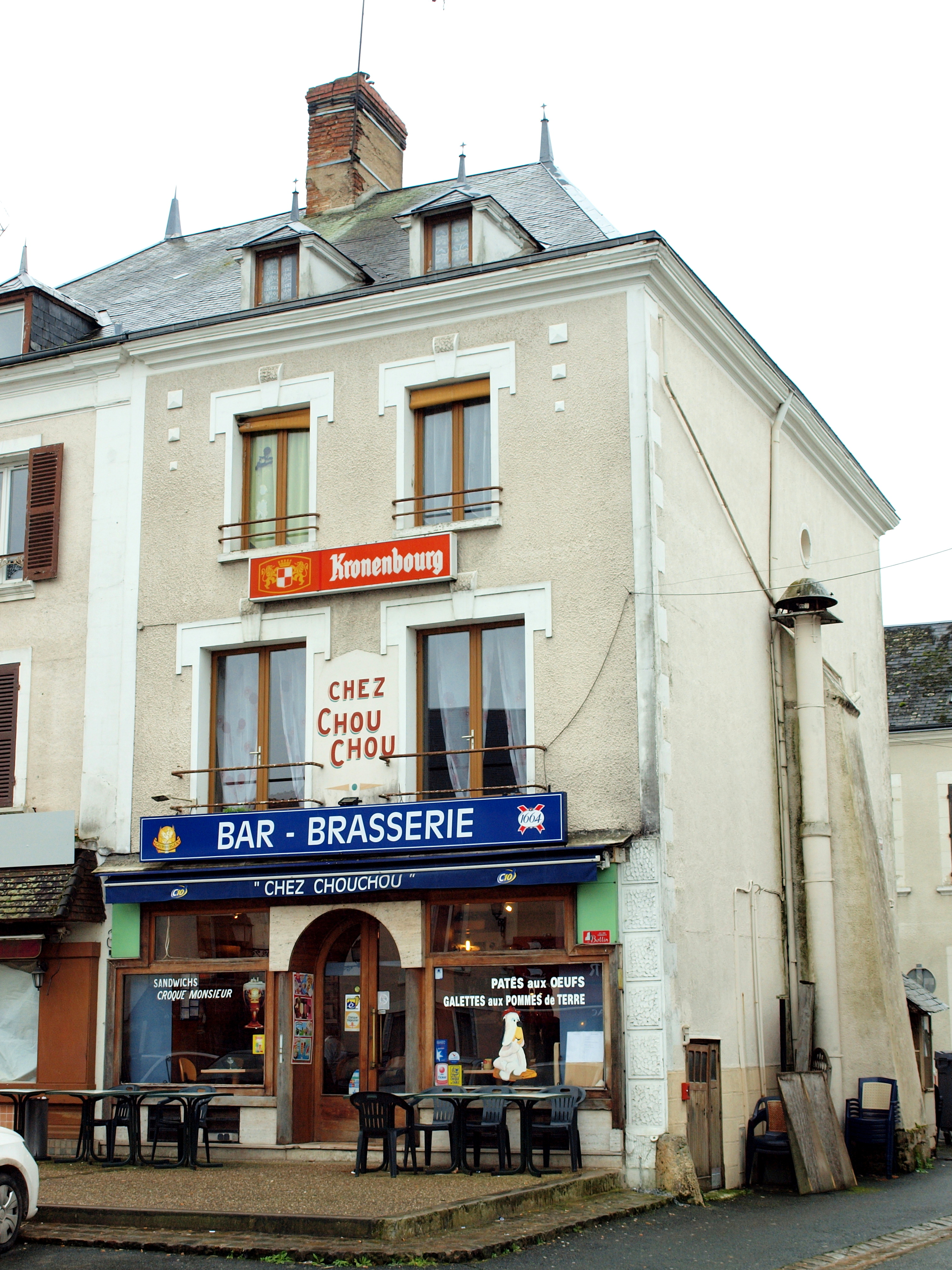
Le bar « Chez Chouchou » en 2016.
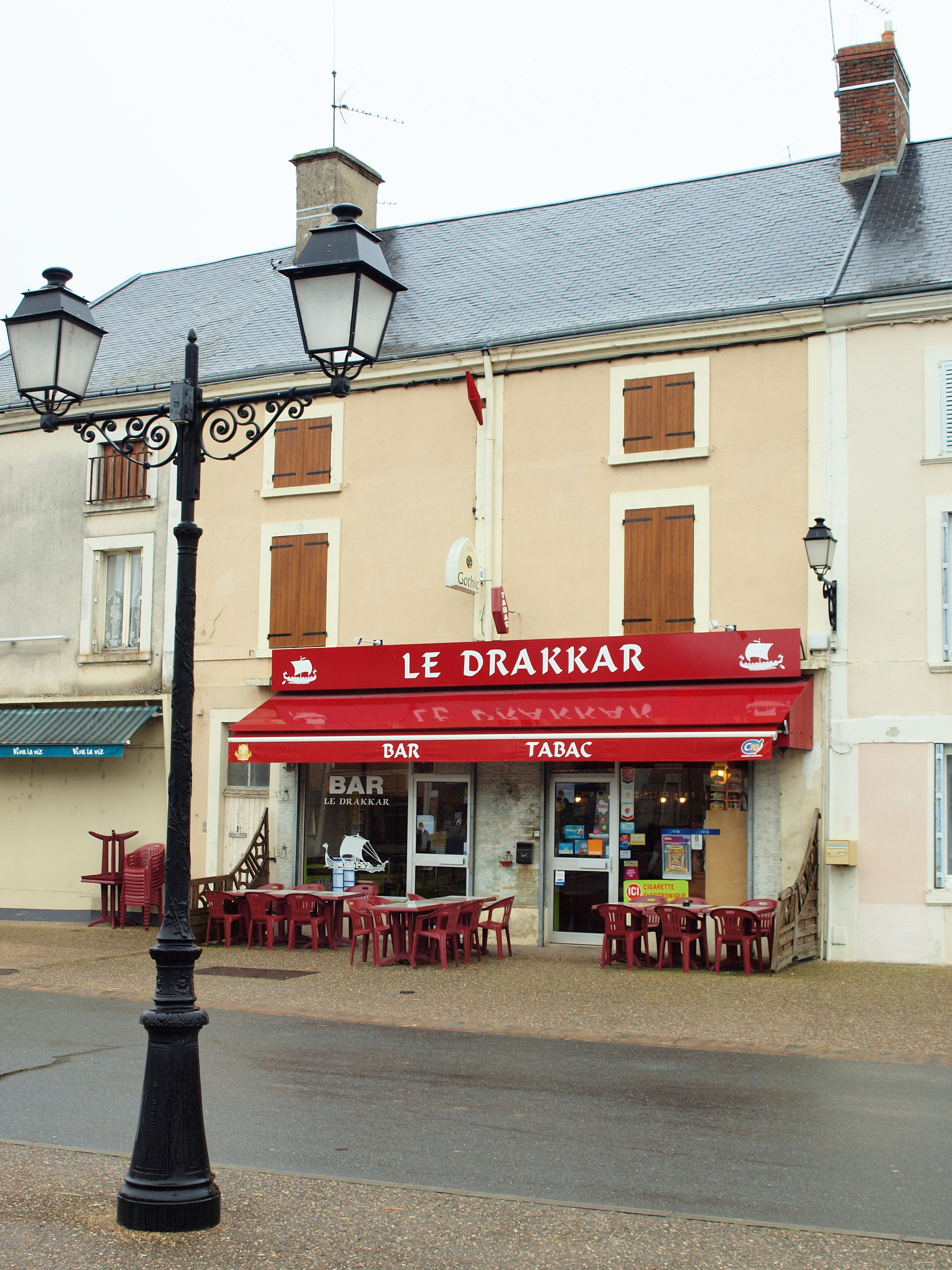
Le bar « Le Drakkar » en 2016.

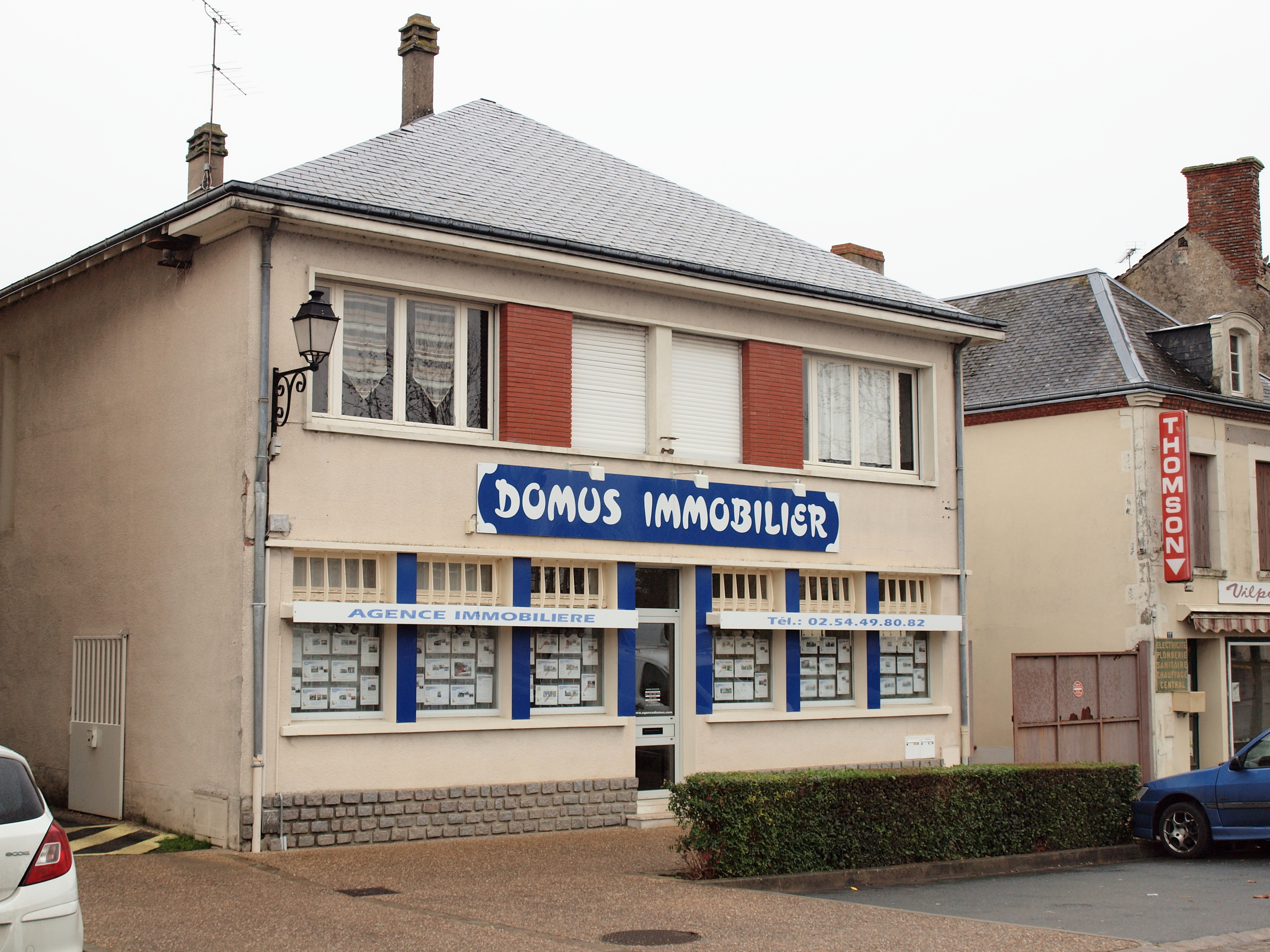
L'agence immobilière en 2016.
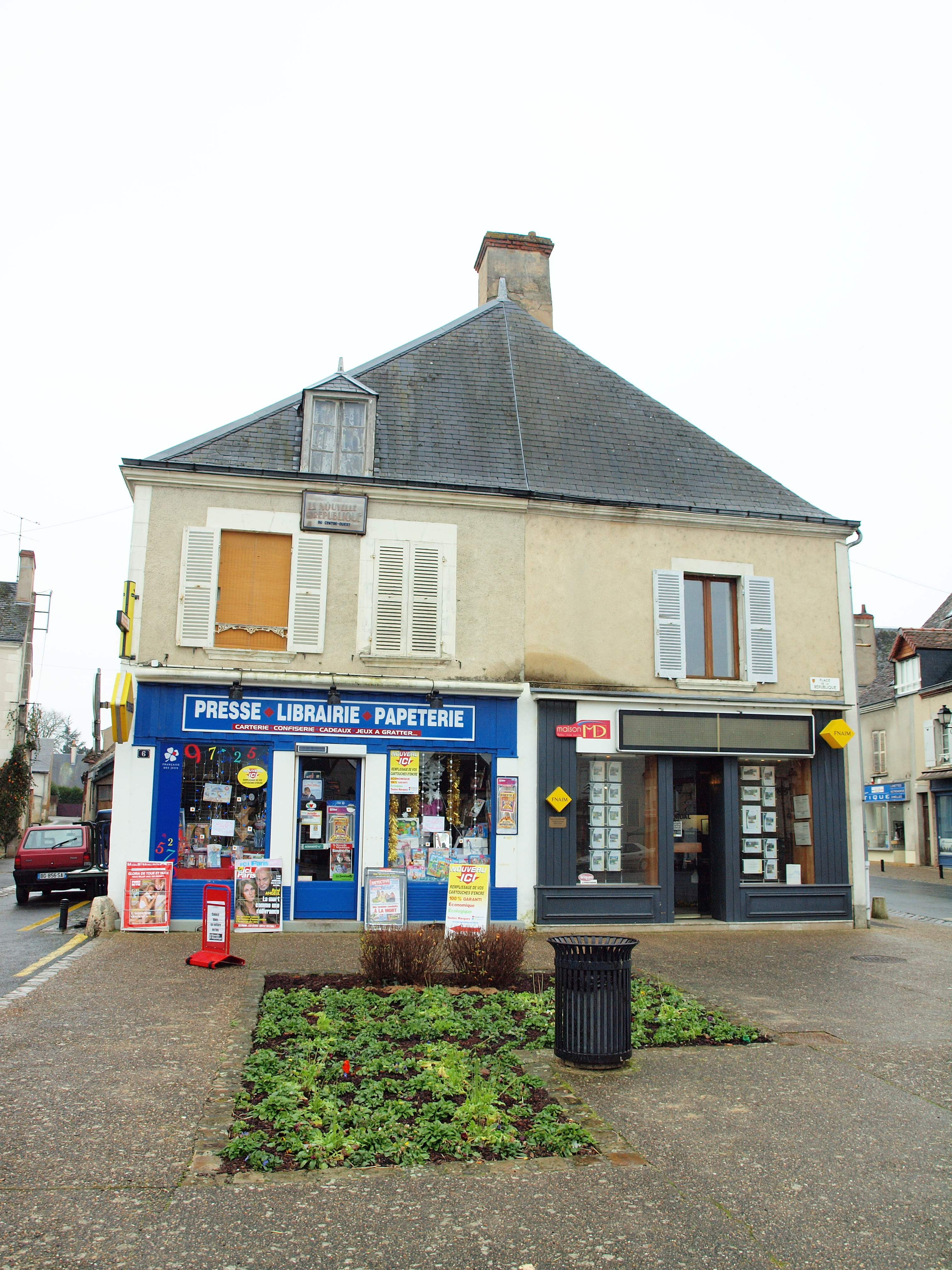
La librairie en 2016.
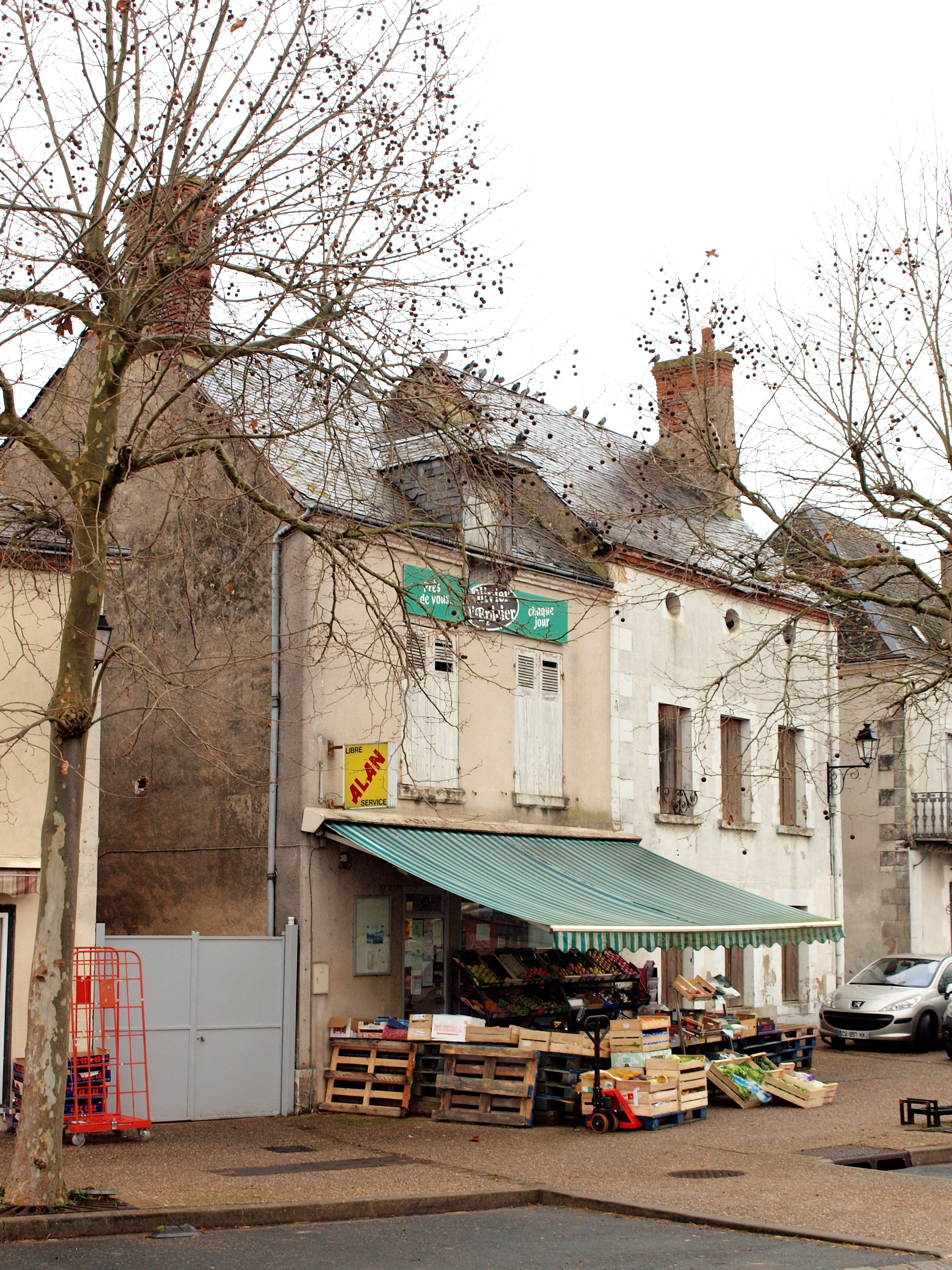
L'épicerie en 2016.

Un camping est présent dans la commune. Il s'agit du camping municipal La Ruelle au Loup qui dispose de 55 emplacements.

## Culture locale et patrimoine

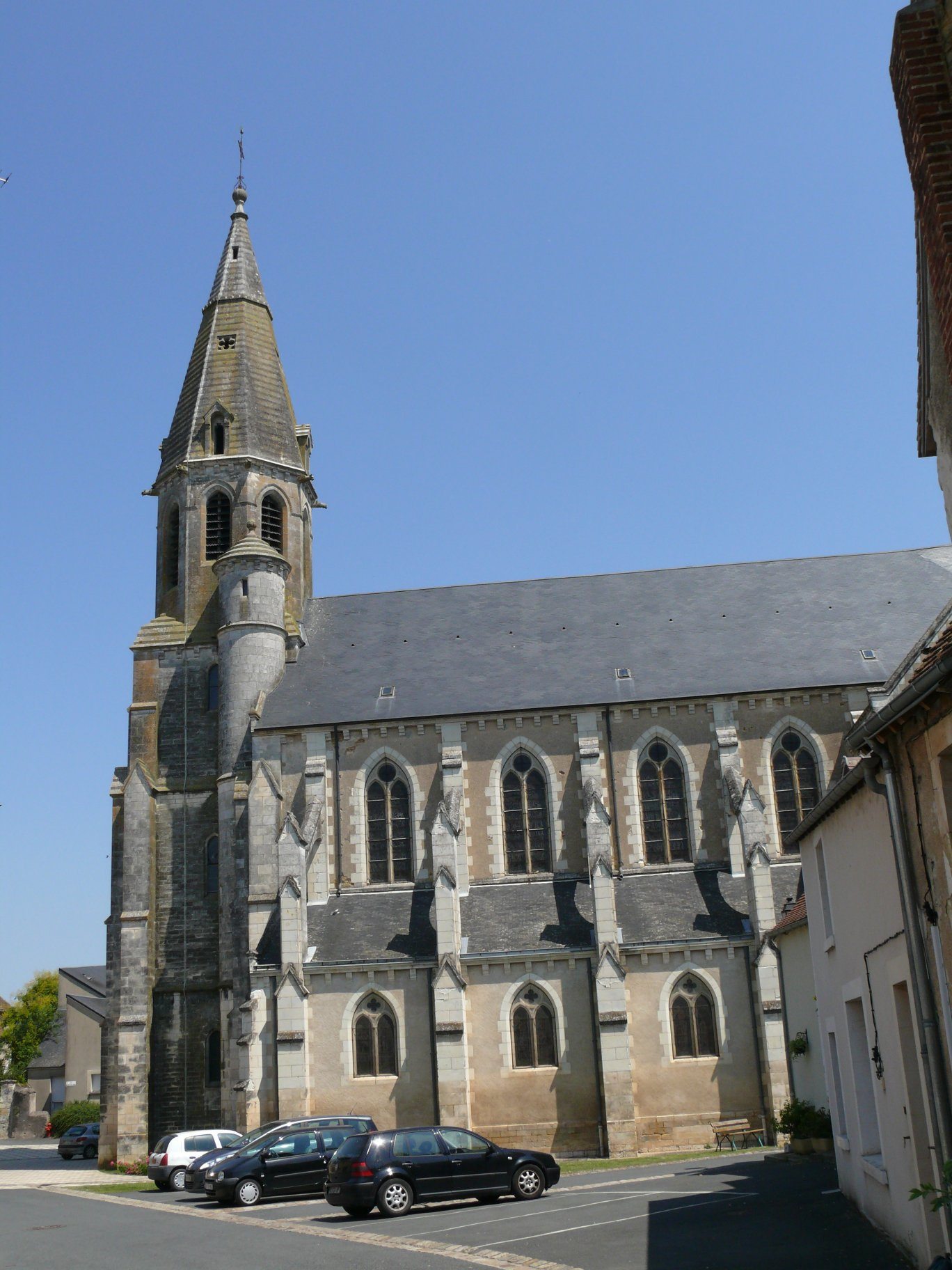
L’église Saint-Laurian en 2012.

### Lieux et monuments
- Église Saint-Laurian
- Monument aux morts
- Grange aux dîmes
- Doyenné
- Poterne
- Chesnaye
- Fossés de l'ancien château
- Chantrerie
- Hôtel de France
- Hôtel de la Poste
- Hôtel Dieu (hôtel de ville)
- Ancienne gare
- Halle au blé : elle fut construite au Moyen Âge ou au cours de la Renaissance, elle fut fortement remaniée en 1749. Il ne subsiste que trois fermes sur les cinq originelles. Elle accueille les locaux de l'office de tourisme. Elle est inscrite à l'inventaire supplémentaire des monuments historiques.

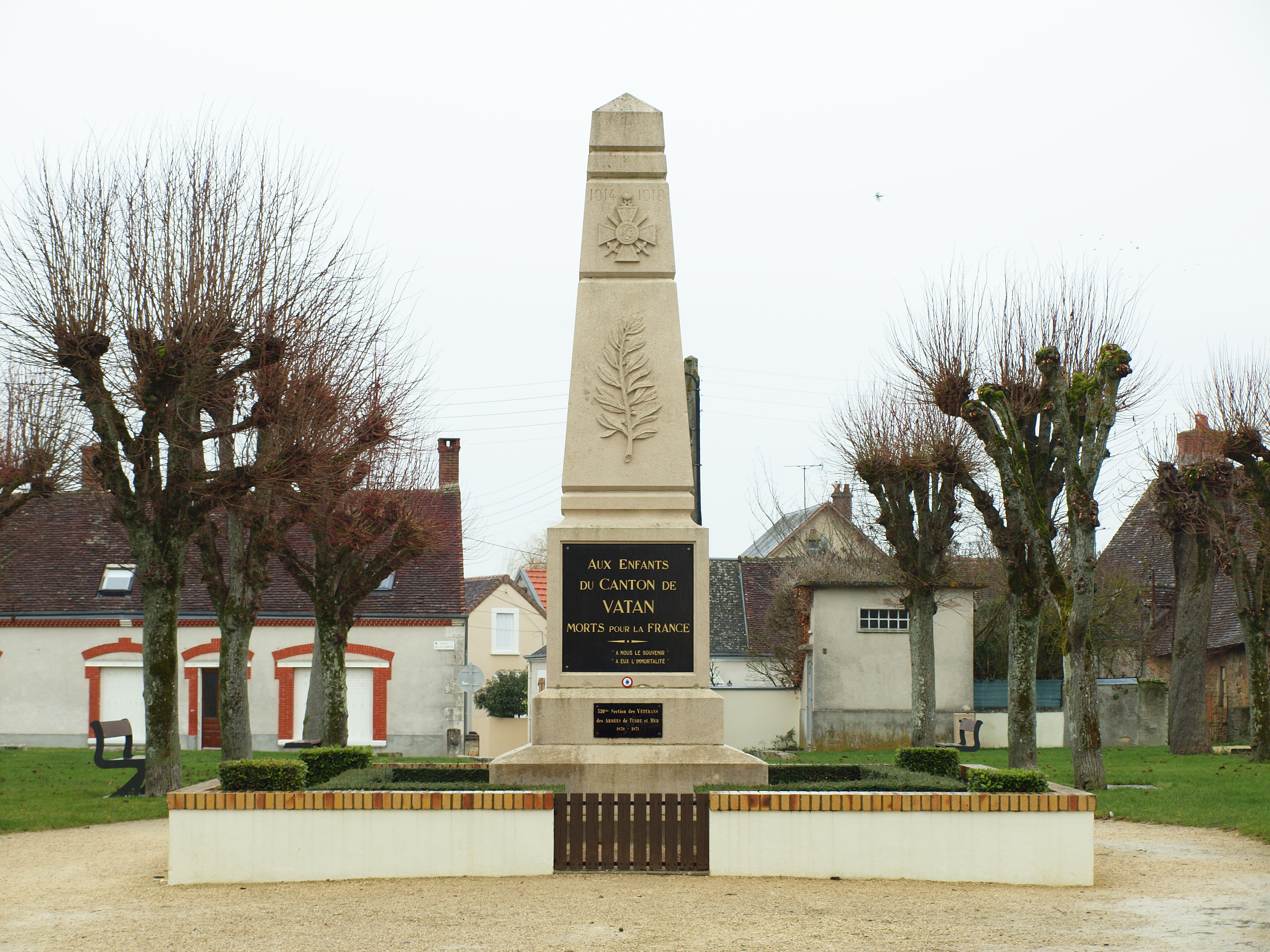
Le monument aux morts en 2016.
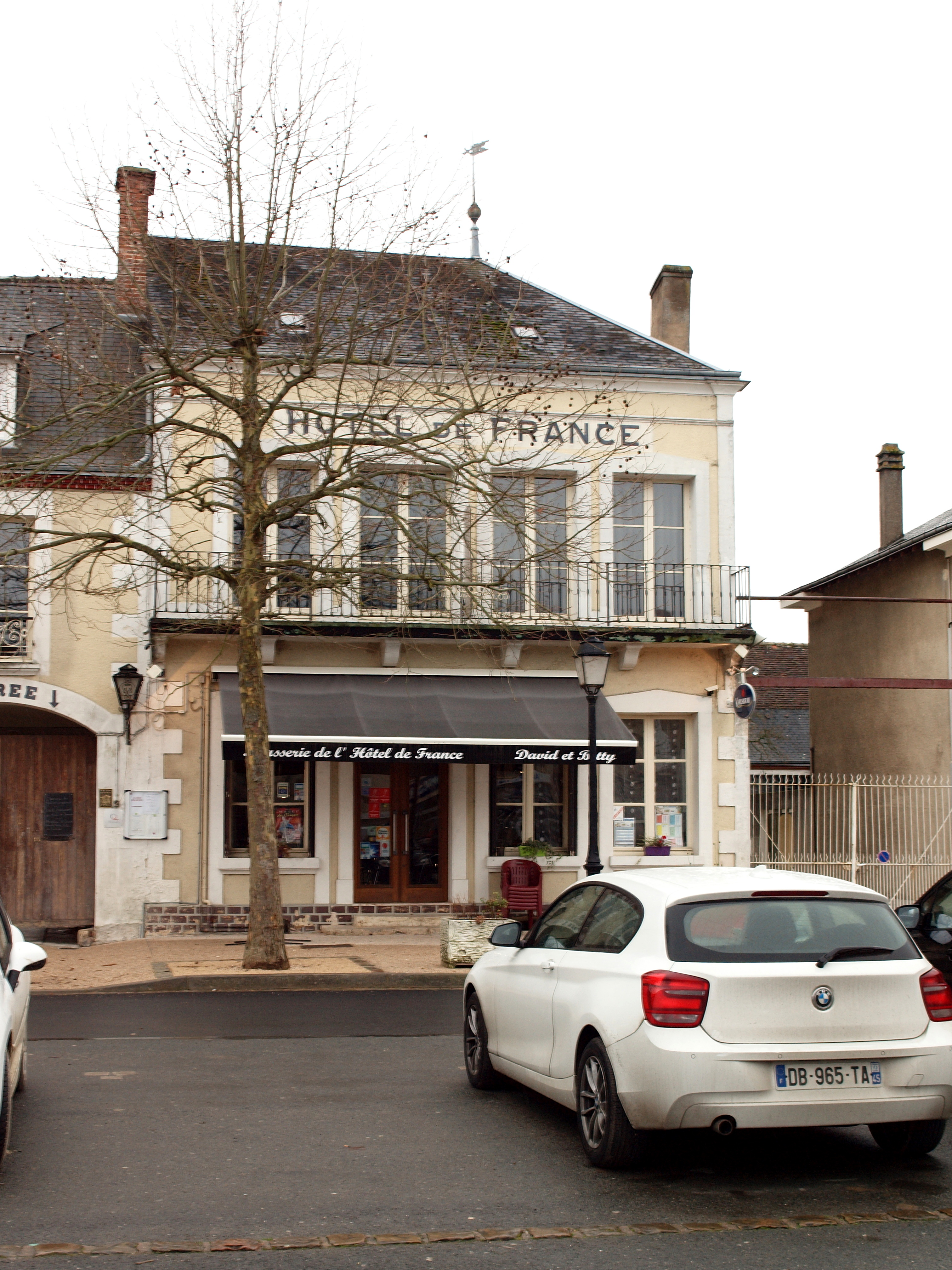
L’hôtel de France en 2016.
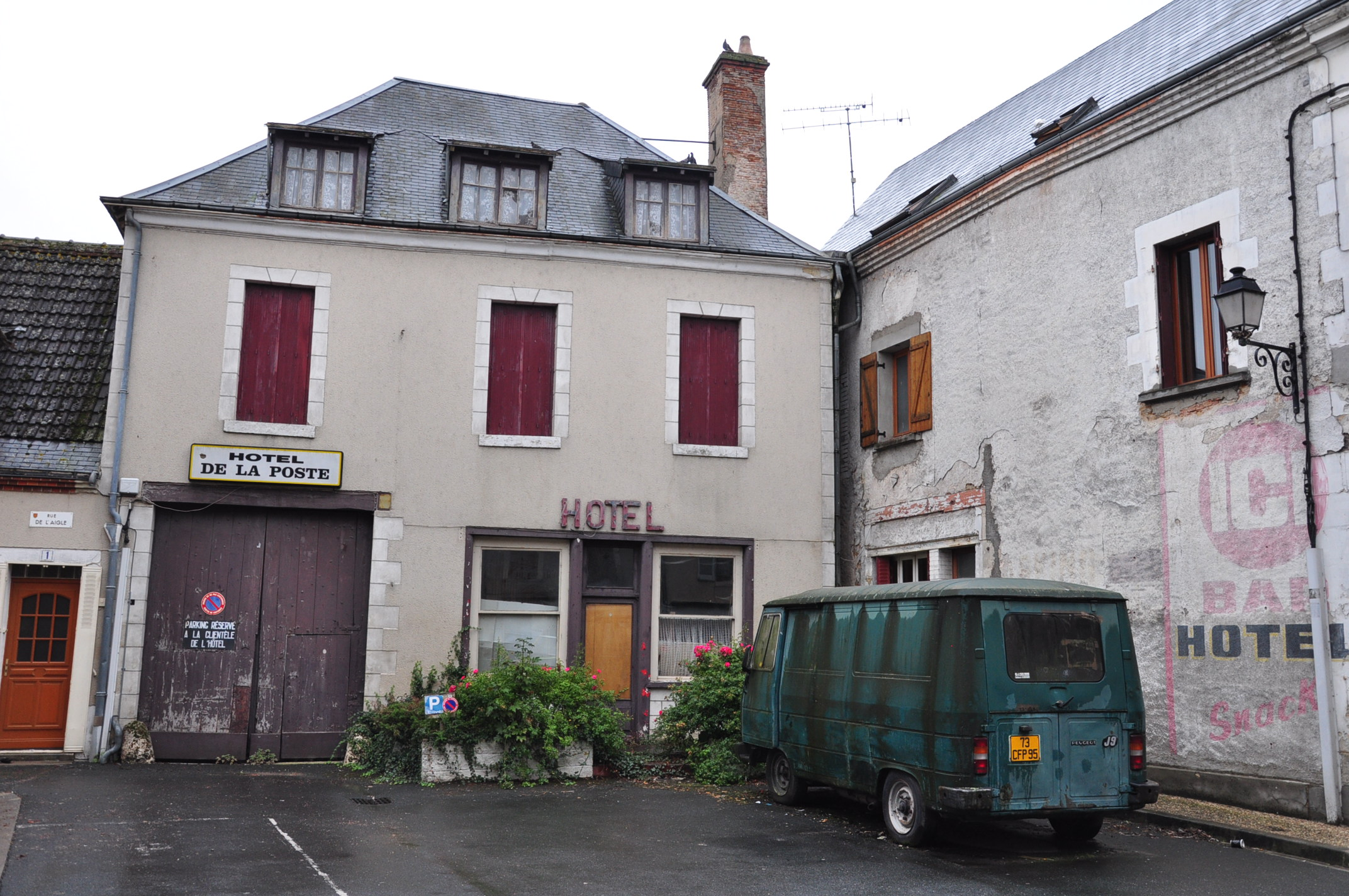
L’hôtel de la Poste en 2011.

### Personnalités liées à la commune
- Sulpice le Pieux (576-647), évêque de Bourges et chapelain du roi Clotaire, né à Vatan.
- Jean Méry (1645-1722), médecin, chirurgien, gouverneur des Invalides.
- Claude Aubery de Vastan (1664-1738), officier de marine né sur la commune
- Ferdinand de Lesseps (1805-1894), diplomate et entrepreneur français, mort sur la commune voisine de Guilly.
- Alfred Leconte (1824-1905), député de l'Indre, chansonnier, goguettier et homme de lettres, né à Vatan.
- Maréchal Leclerc (1902-1945), militaire français.
- Jacques Servier (1922-2014), docteur en médecine et en pharmacie, entrepreneur français, né à Vatan.
- Claude Quin (1932-2002), homme politique français, né à Vatan.
- Jean-François Mayet (1940-), homme politique français.
- Gérard Labrune (1943-), syndicaliste, secrétaire général de la CFE-CGC, né à Vatan
- Jean Levasseur (1909-1947), lieutenant de vaisseau des FNFL pendant la Seconde Guerre mondiale, commandant de la corvette l'Aconit y est inhumé.
- Ari Vatanen (1952-), pilote de rallye, citoyen d'honneur de Vatan

### Héraldique, logotype et devise

Logotype de la commune de Vatan.

| Blason de Vatan | Blason  | Échiqueté d'or et de gueules.                    |
| Blason de Vatan | Détails | Le statut officiel du blason reste à déterminer. |